# 마사 이즈 데드
마사 이즈 데드(Martha is Dead)는 이탈리아 스튜디오 LKA에서 개발하고 와이어드 프로덕션에서 마이크로소프트 윈도우, 플레이스테이션 4, 플레이스테이션 5, 엑스박스 원, Xbox Series X/S 및 아마존 루나용으로 출시한 사이코 스릴러 게임이다. 2024년 1월 16일, 실사 영화 각색이 진행될 예정이라고 발표되었다.

## 게임플레이
마사 이즈 데드는 일인칭 시점으로 진행되는 스토리 중심의 공포 게임이다. 물리쳐야 하는 적은 없으며, 대신 사용자는 스토리를 통해 경험을 쌓아가며 진행한다. 이 게임은 워킹 시뮬레이터로 묘사되기도 했다.

## 줄거리
제2차 세계 대전 말기, 독일 점령 이탈리아 토스카나주의 가상 마을을 배경으로 하는 이 게임에서 쌍둥이 자매인 마사와 줄리아는 유모의 저택에서 어린 시절을 보낸다. 마사는 어린 시절부터 귀가 들리지 않는다. 그녀들의 아버지인 에리히는 독일군 장군으로 복무한다. 줄리아의 유모는 근처 호수 섬에서 연인에게 나무에 목매달린 여자의 악령인 백색 여인의 전설을 들려준다.
어느 날 오후, 젊은 성인이 된 줄리아는 사진을 찍기 위해 마사에게 호수에 동행해 달라고 부탁한다. 그러나 다음 날 아침 마사는 집에 없고 줄리아는 혼자 사진을 찍는다. 그녀는 언니의 시체를 발견하고 부모님에게 발견된다. 그녀의 어머니는 줄리아를 마사로 착각하고, 줄리아는 쌍둥이 언니의 신분을 위장하게 된다.
언니의 죽음 이후 며칠 동안 줄리아의 정신 상태는 악화된다. 주변 숲을 탐험하던 중 줄리아는 이탈리아 레지스탕스 병사였던 남자친구 라포의 시체를 발견하고 총에 맞는다. 이레네가 줄리아를 발견하고 그녀는 회복하지만, 그녀의 이야기는 지역 신문에 잘못 전달된다.
마사의 장례식 후 줄리아는 피아노를 치며 간접적으로 어머니에게 자신의 신분을 밝힌다. 어머니가 언니의 죽음에 관여했다고 의심한 줄리아는 유모로부터 백색 여인에게 연락하는 방법을 알아낸다. 섬에서 타로 카드를 사용하여 그녀와 소통한 후 줄리아는 언니의 보석 상자 열쇠를 얻고 저택에서 깨어난다.
마사의 보석 상자에서 줄리아는 마사가 어린 시절 이레네에게 겁먹은 후 청각 장애를 가장했다는 편지를 발견한다. 그녀는 이레네가 자신을 편애하고 줄리아를 멸시하는 것에 죄책감을 느꼈으며, 이레네가 줄리아를 죽였다고 착각하는 동안 이레네를 격분시켜 살해당함으로써 줄리아가 마사의 자리를 차지하게 하려 했다고 설명한다. 마사는 또한 라포의 아이를 임신했다고 고백하며—그녀는 이레네에게 줄리아가 임신했다고 거짓말함으로써 마사가 줄리아인 척하고 어머니의 분노의 희생양이 될 수 있었다.
줄리아는 가족 납골당으로 가서 마사의 시체를 해부하여 죽은 태아를 회수한다. 줄리아는 이레네가 줄리아를 정신병원으로 데려갈 준비를 했다는 것을 발견하고 저택으로 돌아간다. 마사가 죽은 날 찍은 필름 릴을 현상하기 전에 줄리아는 이레네를 심문하고 총으로 쏴서 어린 시절 침실 열쇠를 발견한다. 갑자기 폭탄이 저택을 강타하고 집의 전력을 끊는다.
줄리아는 의식을 되찾고 어린 시절 침실로 돌아간다. 그녀는 인형극을 하며 어머니의 시체를 해부하고 다리 아래에 묻었던 것을 회상한다. 그녀는 어머니의 무덤을 방문한 다음 저택으로 돌아와 전력이 복구된 것을 확인한다.
줄리아는 필름 릴을 현상하고 어머니가 아닌 자신이 마사를 죽였다는 것을 알게 된다. 그녀는 이탈리아 레지스탕스 병사들에게 기습당하고 아버지 에리히와 함께 고문을 당하며 에리히는 사망한다.
이제 혼자 남은 줄리아는 암실로 돌아가 어머니의 고백 녹음을 재생한다. 이 녹음에는 마사가 줄리아의 쌍둥이 언니로 존재하지 않으며, 오히려 줄리아가 마사의 다른 인격이라는 것이 밝혀진다. 그녀는 인형극을 한 번 더 하며, 이레네의 학대적인 양육이 마사의 성격에 분열을 일으켰던 거친 성장 과정을 걸어간다. 조용하고 사랑받는 마사와 문제 많고 미움받는 줄리아이다.
현재 줄리아는 마을의 사제에게 전화하고, 사제는 그녀를 교회로 오게 설득한다. 그곳에서 정신병원 직원들이 마침내 그녀를 데려간다. 그녀의 정신 공간에서 줄리아는 자신의 다른 자아와 대화하며 어떤 사건이 사실이고 어떤 것이 허구인지 고민한다. 플레이어의 선택과 관계없이 이 시퀀스는 줄리아가 팔뚝을 긋는 것으로 끝난다.
줄리아는 그녀의 내레이션에서 이후 회복했으며 과거의 사건들을 뒤로할 수 있다고 말한다.

## 평가
마사 이즈 데드는 리뷰 애그리게이터 메타크리틱에 따르면 "복합적이거나 평균적인" 평가를 받았다.
이 게임은 플레이스테이션 콘솔 출시를 위해 검열되었다. 변경 사항에는 특정 그래픽 장면의 상호 작용 제거 및 자위 언급 제거가 포함된다. 다른 모든 플랫폼에서는 검열되지 않았다.